# سلطعونات سابحة وأشباهها
السلطعونات السابحة وأشباهها (الاسم العلمي:Portunoidea) هي فوق فصيلة من القشريات يتبع رتيبة متعددات الحمل من رتبة عشريات الأرجل.

## التصنيف
- السلطعونات السابحة
  - سلطعون بوليبيوس
    - السلطعون الهنسلوي